# اندی پالمر
اندی پالمر (انگلیسی: Andy Palmer؛ زادهٔ ژوئن ۱۹۶۳) کارآفرین، بازرگان و مدیر ارشد اجرایی بریتانیایی است، که در حال حاضر به‌عنوان مدیر عامل اجرایی شرکت استون مارتین فعالیت می‌کند.